# ヴィーナスとオルガン奏者と犬
『ヴィーナスとオルガン奏者と犬』（ヴィーナスとオルガンそうしゃといぬ、英: Venus with an Organist and a Dog）、または『音楽にくつろぐヴィーナス』（おんがくにくつろぐヴィーナス、西: Venus recreándose en la Música）は、イタリア盛期ルネサンスのヴェネツィア派の巨匠ティツィアーノ・ヴェチェッリオが1550年ごろ、キャンバス上に油彩で制作した絵画で、画家の「ヴィーナスと音楽奏者」を描いた作品のうちの1点である。マドリードのプラド美術館に所蔵されている。
ティツィアーノは、愛の女神ヴィーナスをリュート奏者とともに描いたフィッツウィリアム美術館の作品とメトロポリタン美術館の作品も描いているが、本作は『ヴィーナスとオルガン奏者とキューピッド』 （プラド美術館）、『ヴィーナスとオルガン奏者』（ベルリン絵画館）同様、ヴィーナスをオルガン奏者とともに描いている。なお、プラド美術館のもう1点の作品とベルリン絵画館の作品と異なり、本作には署名がなく、制作には弟子が関与したと考えられる。

## 歴史
1648年のリドルフィ (Ridolfi) の記述にもとづき、本作はかつてヴェネツィアの法学者フランチェスコ・アッソニカ (Francesco Assonica) が所有していた絵画に同定される。その後、イングランド王チャールズ1世の手に渡り、王の没後の競売でスペイン王フェリペ4世の所有となった。1666年に初めてアルカサル (旧マドリード王宮) の財産目録に記載がある。ナポレオン戦争中の1796年に、ヴィーナスの腹部と脚部が損傷を受けた。1814年にパリへと運び去られたが、1816年にスペインに戻り、1827年以降プラド美術館のコレクションに入っている。

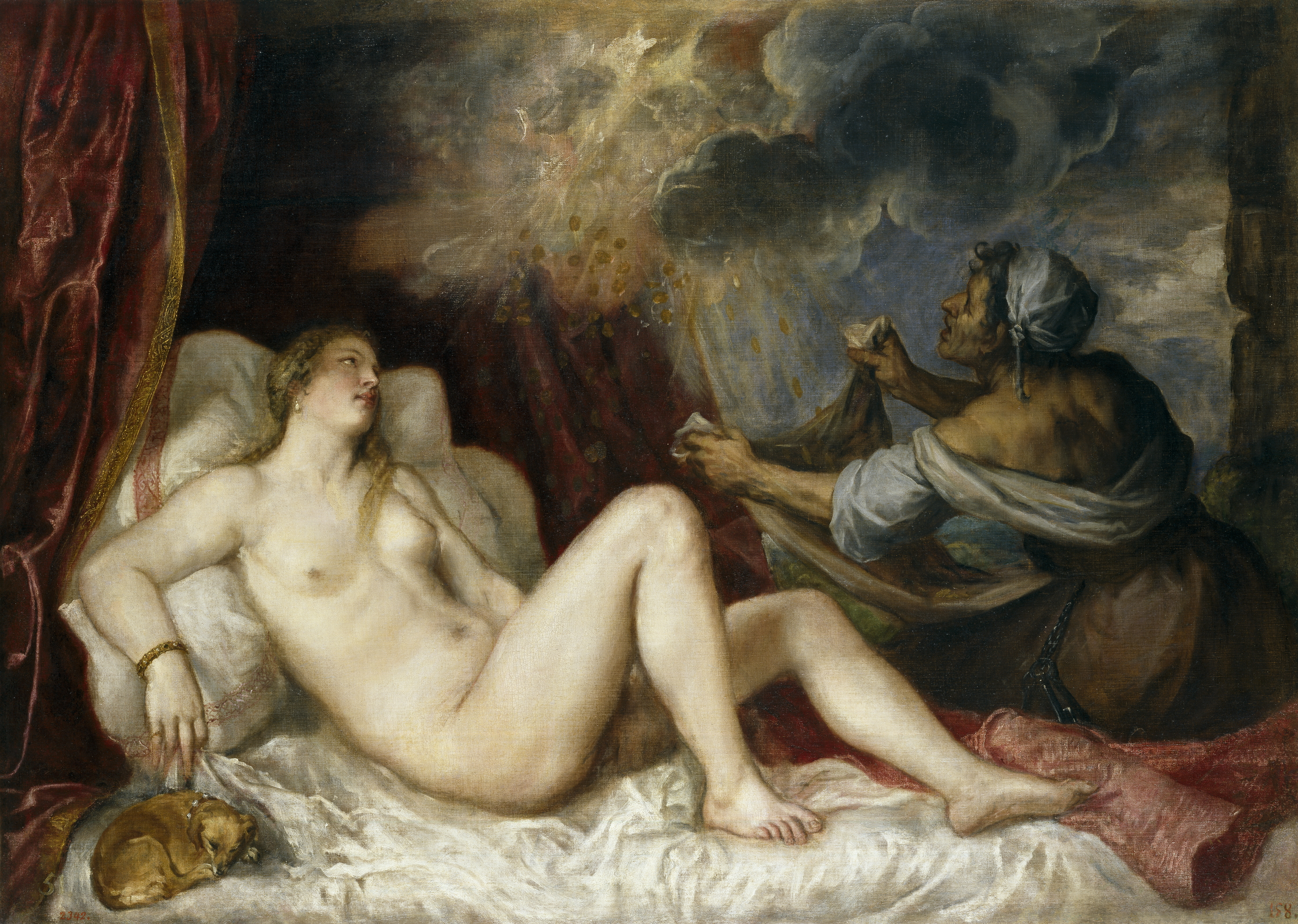
ティツィアーノ『ダナエと黄金の雨』、1553年。プラド美術館

本作を含むプラド美術館の2点の作品とベルリン絵画館の作品の制作年を特定する証拠はない。しかし、1515年にティツィアーノが1545年に神聖ローマ皇帝カール5世に送った書簡で、皇帝に贈るためのヴィーナスの絵画（現存しない）に言及していることから、ヴィーナスを主題とした一連の絵画の制作は、ティツィアーノがアウクスブルクに滞在した1548年、もしくは1550年から1551年の間と推定される。
裸婦が腰かけている人物の反対側に配置されるという本作の構図は、プラド美術館にある『ダナエと黄金の雨』にも見られ、制作時期が近いことを示す。かつて本作は、プラド美術館のもう1点の作品とベルリン絵画館の作品の後に位置づけられていたが、最近のX線調査により、制作過程における画家の試行錯誤の跡が発見され、本作が最も早く制作されたものであることが明らかとなった。当初、横たわる女性像はオルガン奏者と視線を合わせていたが、おそらく挑発的すぎるという理由から、頭部が子犬の方向へと変更され、これを原型に一連の絵画が生み出されたのである。

## 作品
『ウルビーノのヴィーナス』（ウフィツィ美術館）、『ダナエ』 （カポディモンテ美術館）を経て到達した本作の裸婦の姿はきわめて自然であり、自在な筆さばきと色彩により、柔らかで肉感的な質感が見事に描き出されている。彼女のくつろぎを邪魔するのは無邪気にじゃれつく犬だけであり、彼女の裸体は深紅のベッドカバーと赤いカーテンとのコントラストで浮き彫りにされている。
物々しく帯剣した着衣のオルガン奏者とその不躾な視線が、場面のエロチシズムを増幅させている。彼の存在は、鑑賞者が自身を奏者に重ね合わせ、裸婦を眺めることを促す新たな仕掛けであろう。背景の優雅な庭園では散歩する恋人たちや、走るシカや犬などに官能的な情緒が表現されており、特にサテュロスを象った噴水に寄り添うクジャクがそれを強調している。
理想化されていないヴィーナスの容貌や、スペイン人風の顔立ちのオルガン奏者は特定の人物の肖像とも考えられる。神話の女神と現実の男性が同じ画面に描かれていることから、「ヴィーナスとオルガン奏者」という主題は、神話画というより寓意画として読み解かれ、さまざまに解釈されている。視覚と聴覚の優劣を説く新プラトン主義的な解釈や、女性を高級娼婦とみなし、子犬を虚栄の美の象徴とする見解などが提示されている。オルガン奏者の携える短剣にエロティックな意味を読み取る研究者もいる。プラド美術館の館長のミゲル・ファロミール (Miguel Falomir) によれば、女性像が右手の薬指に結婚指輪をつけていること、また背景に忠誠の象徴である犬や豊穣を表すクジャクが描かれていることから、結婚記念画として制作された可能性も考えられる。
知的なユーモアと官能性を備えた本作は、注文主の期待に巧みに応え、ヨーロッパに広くパトロンを得たティツィアーノならではの創意に満ちた絵画といえる。本作にはオルガン奏者の代わりにリュート奏者が描かれた前述の作品をはじめ、数多くのヴァリエーションや複製が現存する事実から、当時大人気を博したことがうかがえる。